# K-pop (canción)
«K-pop» es una canción del rapero Norteamericano Travis Scott, el cantante Bad Bunny y el cantautor canadiense The Weeknd. Fue lanzado a través de Cactus Jack y Epic Records como el sencillo principal del cuarto álbum de estudio del primero, Utopia, el 21 de julio de 2023. Los tres artistas escribieron la canción con los productores Illangelo, Max Borghetti, BNYX de Workin ok Dying, Boi-1da y Jahaan Sweet, y el coproductor DVLP.
«K-pop» llegó a las listas de varios territorios, debutando en el número siete en el Billboard Hot 100, convirtiéndose en el número 12 de Travis Scott, el número 11 de Bad Bunny y el número 17 de The Weeknd entre los diez primeros en la lista.

## Antecedentes
Scott anunció la colaboración en sus cuentas de redes sociales el 19 de julio de 2023. Tanto Bad Bunny como The Weeknd habían estado previamente entre los artistas nombrados para aparecer en Utopia, con Scott anticipando una colaboración inédita con Bad Bunny en un club en Mónaco en mayo de 2023. Bad Bunny dijo en una entrevista con Rolling Stone en su edición de julio/agosto de 2023 que él y Scott "trabajaron en eso hace un tiempo".

## Composición
«K-pop» ha sido descrito como una pista de trap y reguetón "rebotante", con elementos de afrobeats y baile funk. Mackenzie Cummings-Grady de Billboard argumentó que es "la canción más ligera de Utopía", y consideró que fue un intermedio "alegre" que "le da a Bad Bunny y The Weeknd el espacio para resaltar sus talentos".

## Recepción de la crítica
"K-pop" recibió críticas mixtas de los críticos. Mike DeStefano, Ben Felderstein y Stefan Breskin de Complex la consideraron la canción más débil de Utopia. Alphonse Pierre de Pitchfork sintió que la canción era "un plan diabólicamente estúpido para crear la canción más popular del mundo", y criticó su ritmo y título "sin salsa" que "supuestamente no es una referencia al género pop coreano para jugar clics adicionales". Escribiendo para HipHopDX, Vivian Medithi describió "K-pop" como un dúo "perfectamente adecuado" entre Scott y Bad Bunny que fue "añadido con un verso interminable de The Weeknd, solo para asegurarse de que los números de transmisión se vean tan bien como una inexplicable portada japonesa del sencillo".

## Desempeño comercial
En los Estados Unidos, «K-pop» debutó en el número siete en el Billboard Hot 100, convirtiéndose en el duodécimo sencillo entre los diez primeros de Scott y el primero como artista principal desde el sencillo «Franchise» de 2020. También se convirtió en la segunda canción de Bad Bunny en el top 10 en 2023 y la undécima en su carrera, así como en el tercer top 10 de The Weeknd en 2023 y el 17 en general. La canción también alcanzó el número dos en Hot R&B/Hip-Hop Songs, convirtiéndose en la canción número 21 de Scott, la segunda de Bad Bunny y la 24 de The Weeknd en aparecer entre los diez primeros de la lista.
La canción también alcanzó el puesto número cinco en el Billboard Global 200, con 53,2 millones de reproducciones y 14.000 copias vendidas en todo el mundo en su primera semana.

## Video musical
El 21 de julio de 2023 se lanzó un video musical complementario de "K-pop", dirigido por Scott. El video muestra a Scott "poniéndose en marcha" en un estadio de fútbol vacío que ha sido cubierto con la marca Utopia. Se burla de una posible gira por el estadio en apoyo de Utopia con letreros que dicen "Ensayo de la gira por el estadio", mientras comparte un vistazo a su próxima colaboración de zapatillas con Air Jordan. Se ve a Bad Bunny abriéndose camino a través de un club nocturno, y se ve a The Weeknd disfrutando de una comida con Scott en una mansión "única" rodeada de mujeres. El visual presenta cameos de Matthew Williams, Pharrell Williams y SZA.

## Posicionamiento en listas
| Lista (2023)                 | Mejor posición |
| ---------------------------- | -------------- |
| Australia (ARIA)             | 22             |
| Australia Hip Hop/R&B (ARIA) | 8              |
| Austria (Ö3 Austria Top 40)  | 27             |

## Historial de lanzamiento
| Región         | Fecha               | Formato                      | Etiqueta           | Ref.   |
| -------------- | ------------------- | ---------------------------- | ------------------ | ------ |
| Varios         | 21 de julio de 2023 |                              | Cactus Jack • Epic | [ 22 ] |
| Estados Unidos | 25 de julio de 2023 | Radio de éxito contemporáneo | Épico              | [ 23 ] |
| Estados Unidos | 25 de julio de 2023 | radio contemporánea rítmica  | Épico              | [ 24 ] |